# Citibank
Citibank – bank należący do koncernu usług finansowych Citigroup. Założony w 1812 jako City Bank of New York, następnie przemianowany na First National City Bank of New York. Posiada 2649 placówek w 19 krajach, w tym 723 w Stanach Zjednoczonych oraz 1494 w Meksyku obsługiwane przez Banamex. Oddziały USA skoncentrowane są w sześciu obszarach metropolitarnych: Nowy Jork, Chicago, Los Angeles, San Francisco, Waszyngton oraz Miami.
Obecnie Citibank działa w ponad 100 krajach na 6 kontynentach.

## Historia
16 czerwca 1812 powstał jako City Bank of New York. Pierwszym prezesem City Bank był polityk oraz były pułkownik, Samuel Osgood. Po śmierci Osgooda 12 sierpnia 1813 roku, urząd objął William Few i pozostał na nim do 1817, a następnie Peter Stagg (1817–1825), Thomas Smith (1825–1827), Isaac Wright (1827–1832) i Thomas Bloodgood (1832–1843).
W 1831 r. w City Bank miał miejsce pierwszy napad na bank w Stanach Zjednoczonych, podczas którego dwóch złodziejów zrabowało banknoty warte dziesiątki tysięcy dolarów amerykańskich, a także 398 złotych dublonów.
W 1894 r. stał się największym bankiem w USA.
W 1902 r. rozpoczął ekspansję międzynarodową i stał się największym amerykańskim bankiem posiadającym filie zagraniczne.
W 1930 r. został największym bankiem na świecie, ze 100 filiami w 23 krajach.
W 1955 r. zmieniono nazwę na The First National City Bank of New York, w 1962 na First National City Bank, a z kolei w 1976 na Citibank.
W wyniku kryzysu finansowego w 2007-2008 i ogromnych strat wartości kredytów hipotecznych subprime, Citigroup, które jest macierzystym przedsiębiorstwem Citibank, otrzymało pomoc finansową z Departamentu Skarbu.

### W Polsce
Bank działa w Polsce od 1991, początkowo jako Citibank (Poland) SA, a od 2001 po połączeniu się z Bankiem Handlowym w Warszawie pod marką handlową Citi Handlowy.